# Grzegorz Walasek

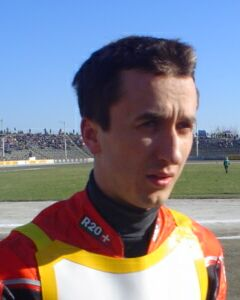
Grzegorz Walasek

Gregorz Walasek, född 29 augusti 1976 i Krosno Odrzańskie, är en polsk speedwayförare som kör 2017 för  Eskilstuna smederna i Sverige och Zielona Góra i Polen. Han blev polsk mästare 2004.